# 马来亚革命之声广播电台
马来亚革命之声广播电台（马来语：Suara Revolusi Malaya，英语：Voice of Malayan Revolution），是马来亚共产党的官方廣播電台，存在于1967至1981年。
初期从1967到1968年7月，设立于泰国、马来西亚边境的丛林中。1968年7月，电台被马来西亚武装部队摧毁，之后在中华人民共和国政府的支持下，电台于1969年11月15日在中国湖南省益阳市赫山区岳家桥镇四方山重新设立。
电台代号 “六九一”，由中国人民解放军广州军区一个团加一个营的工程兵部队建立，原本是中央人民广播电台的战备发射台。马来亚革命之声广播电台以马来语、英语、普通话和泰米尔语播音，每类语言每天播音一到四小时，不断连续到1981年被邓小平政府关闭。电台的发射机50千瓦。输电线电压11万伏。备用柴油发电机480匹马力。发射塔高94米（后被拆除）。
该台广播开始曲初为《马来亚民族解放军进行曲》，后改为《解放马来亚》（《保卫马来亚》重新填词）为广播的开始曲。
直到1979年邓小平上台后，中共政府决定停止输出革命，断绝对东南亚、拉丁美洲共产党的援助，裁撤在云南省昆明市市郊的东南亚共产党训练营与营中的中共教官，停止武器和粮食支援。1979年7月10日，位于中国云南省最南端磨憨的泰国共产党的泰国人民之声电台被停播。1981年，邓小平说道：“我把您（马共总书记陈平）请到这里来，是想和您谈谈你们电台的事。我们要您把它给关掉。”1981年6月30日，该台在中国共产党成立60周年之际停播。之后该电台的播音员全部撤离了原革命之声总部。
在停播后的夜晚，马共前革命之声广播电台人员将电台仪器秘密运回至马来亚民族解放军活动区域，并于次日7月1日再次重新开播。名字从原马来亚革命之声广播电台改为马来亚民主之声广播电台，直到1990年1月2日才正式停播。

## 电台设施
- 小卖部
- 医务室
- 大食堂
- 礼堂
- 领导住房：马共中央委员住房、总书记陈平的房子（包括办公室和生活用房）
- 岗楼（中共方面警卫员）
- 马共工作人员宿舍
- 主发射机房
- 广播播音表演、文艺演唱和录音编导的隔音室

## 工作人员
- 主持人：阿成（单汝洪）， 阿焰（伍瑞霭）。
- 编辑部，主要负责人为庄生（陈田）、老张（余柱业（英语：Eu Chooi Yip））。
- 华文组：周伯（金枝芒）
- 英文组：沙尔马（P. V. Sarma）
- 马来文组：阿都拉苏丁（Abdullah Sudin）
- 泰米尔文组：莎拉妲（Sarada，沙尔马的太太）
- 方言组，则由马明（来自槟城的李叔，通晓各籍貫华人方言）负责。[5]

## 马来亚民主之声广播电台
马来亚民主之声广播电台，别称民主之声，是继革命之声被中共当局停播后的隔天返回马来半岛后重新开播的一个秘密电台。革命之声并非在1981年被正式停播，而是改称后重新在马来半岛的泰马边境深山密林里重新开播。其主要以抨击时任马来西亚首相马哈迪·莫哈末为首的马来西亚政府，1989年随着马共与马来西亚政府和泰国政府签署合艾协议后的1990年1月2日才正式停播。

## 遺址現況
自1981年6月30日马来亚革命之声广播电台停播之后，电台工作人员撤离总部，成为了遗址。1987年，益阳市石长铁路有限公司买下了电台建筑物，本来想办疗养院，结果没办成；1995年，该公司转手卖给益阳市一家地产公司，本来想拟办度假村，但又没办成。目前，每天都会有游客参观马来亚革命之声广播电台的遗址。2021年5月，由电广传媒投资的691时光小镇项目签约。